# Theodor af Ekenstam
Carl Theodor af Ekenstam, född 17 augusti 1858 i Mogata församling i Östergötlands län, död 29 december 1929 i Söderköping, var en svensk häradshövding, kommunalpolitiker och riksdagsman (högern).

## Biografi
Theodor af Ekenstam föddes 1858 på Dala i Mogata socken. Han var son till löjtnant och godsägare Carl af Ekenstam och Hedvig Ekenstam. af Ekenstam avlade juni 1878 mogenhetsexamen och blev 1878 student vid Uppsala universitet. Där han avlade juridisk filosofisk examen 14 september 1880 och examen till rättegångsverken 14 september 1883. af Ekenstam blev 20 september 1883 extra ordinarie notarie i Svea hovrätt och 31 maj 1886 vice häradshövding. Han var från 1886 till 1891 tillförordnad domhavande i olika domsagor inom Dalarna och blev 5 september 1891 tillförordnad domhavande i Malungs och nås tingslag. Han blev 4 juli 1896 häradshövding i Gotlands härads södra domsaga. Den 1 december 1904 utnämndes han till RVO, blev 1905 ledamot av Lantbruksakademien och utnämndes 1 december 1906 till RNO.
I riksdagen var han först ledamot av första kammaren 1899–1915 för Gotlands läns valkrets och anslöt sig till det protektionistiska partiet. Från 1921 var han ledamot av andra kammaren för Östergötlands läns valkrets och tillhörde Lantmanna- och borgarpartiet.

### Familj
af Ekenstam gifte sig 15 juli 1887 i Leksands socken med sin syssling Selma Hanngren (född 1861), dotter till kyrkoherden Per Hanngren i Leksands församling och Hilda Amalia Sofia Ekenstam. De fick tillsammans barnen Hedvig af Ekenstam (född 1888) som var gift med häradshövdingen Gustaf Alfred Casimir Lindwall i Västra Värends domsaga, borgmästaren Nils af Ekenstam (född 1890) i Vadstena stad, Elisabet Margareta af Ekenstam (född 1892) och Ebba af Ekenstam (1904–1906).